# Seth (Bible)
Pour les articles homonymes, voir Seth (homonymie).
Seth (en hébreu שֵׁת) est un personnage de la Genèse, premier livre de la Bible. Il est le troisième enfant d'Adam et Ève, conçu après le meurtre d'Abel par Caïn. C'est un ancêtre de Noé. Selon la Bible, il vécut 912 ans.

## Genèse
- Adam connut encore sa femme, Ève ; elle enfanta un fils, et l'appela du nom de Seth, car, dit-elle, Dieu m'a donné un autre fils à la place d'Abel, que Caïn a tué. Seth eut aussi un fils, et il l'appela du nom d'Énosh. C'est alors que l'on commença à invoquer le nom de l'Éternel. (4:25-26)[1]
- Adam, âgé de cent trente ans, engendra un fils à sa ressemblance, selon son image, et il lui donna le nom de Seth. (5:3)[2]
- Seth, âgé de cent cinq ans, engendra Énosh. Seth vécut, après la naissance d'Énosh, huit-cent-sept ans ; et il engendra des fils et des filles. Tous les jours de Seth furent de neuf cent-douze ans ; puis il mourut. (5:6-8)[3]

### Lignée des Patriarches
Il entre donc dans la lignée des patriarches bibliques, d'Adam à Abraham, en passant par Noé (l'ancêtre de tous les hommes après le Déluge), et pour les chrétiens jusqu'à Jésus de Nazareth en passant par le roi David selon la généalogie donnée au début de l'Évangile de Luc (verset 3-38).

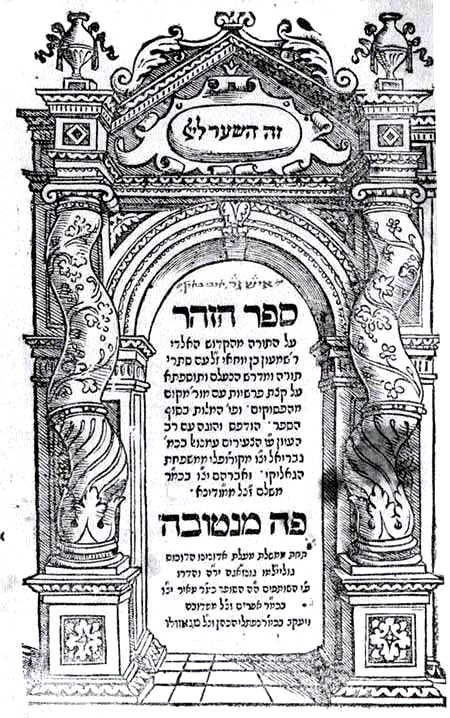
Zohar, Mantua, 1558.

### Judaïsme
Rachi parle de Seth comme l'ancêtre de Noé, et donc de toute l'humanité[réf. souhaitée]. Selon le Zohar (1:36b), Seth est l'« ancêtre de toutes les générations des Tzaddikim [les Justes]» [réf. souhaitée].
Ce serait là l'origine de son nom d'après les rabbins : fondation puisqu'il est la fondation du monde en tant que premier ancêtre de l'humanité né de parents humains[réf. nécessaire].

### Flavius Josèphe
Flavius Josèphe dans les Antiquités juives (livre 1, II, 3), attribue à ses descendants  des stèles sur lesquelles ils auraient gravé toute la science des astres :
« Adam, le premier-né de la terre, pour en revenir à lui, comme mon récit l'exige, après qu'Abel eut été immolé et que Caïn eut pris la fuite à cause de ce meurtre, souhaitait d'autres enfants ; il fut pris d'un vif désir de faire souche, alors qu'il avait franchi déjà 230 années de sa vie ; il vécut encore 700 ans avant de mourir. Il eut, avec beaucoup d'autres enfants, un fils Seth(os) ; il serait trop long de parler des autres ; je me contenterai de raconter l'histoire de Seth  et de sa progéniture. Celui-ci, après avoir été élevé, parvenu à l'âge où l'on peut discerner le bien, cultiva la vertu, y excella lui-même et resta un exemple pour ses descendants. Ceux-ci, tous gens de bien, habitèrent le même pays et y jouirent d’un bonheur exempt de querelles sans rencontrer jusqu'au terme de leur vie aucun fâcheux obstacle ; ils trouvèrent la science des astres et leur ordre dans le ciel. Dans la crainte que leurs inventions ne parvinssent pas aux hommes et ne se perdissent avant qu'on en eût pris connaissance — Adam avait prédit un cataclysme universel occasionné, d'une part, par un feu violent et, de l'autre, par un déluge d'eau —, ils élevèrent deux stèles, l'une de brique et l'autre de pierre, et gravèrent sur toutes les deux les connaissances qu'ils avaient acquises ; au cas où la stèle de brique disparaîtrait dans le déluge, celle de pierre serait là pour enseigner aux hommes ce qu'ils y avaient consigné et témoignerait qu'ils avaient également construit une stèle de brique. Elle existe encore aujourd'hui dans le pays de Siria. »

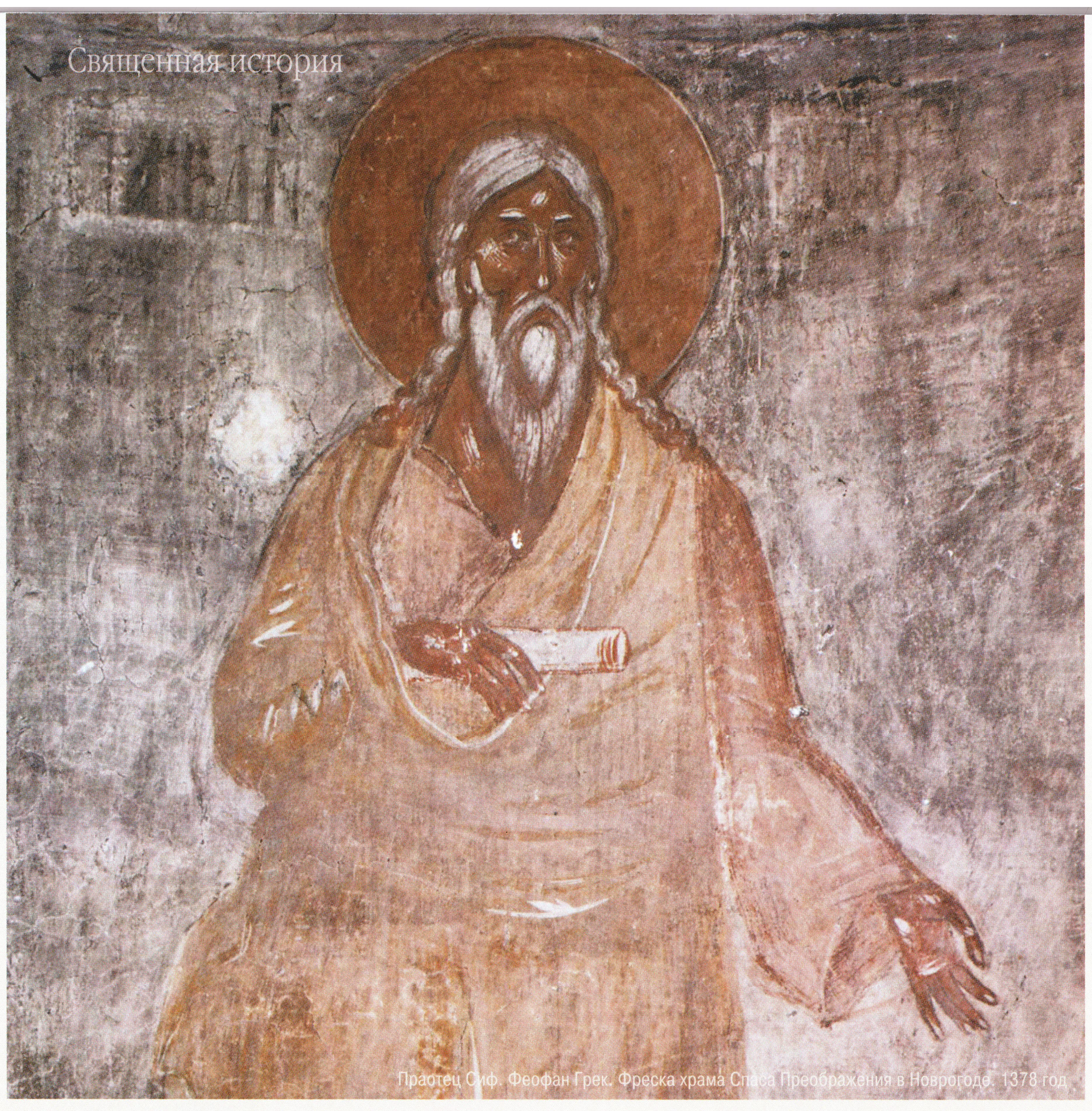
Fresque de Théophane le Grec (XIVe siècle).

## Dans l'islam
Avec Adam, Noé et Hénoch (ou Idris), Seth (شيث, [Shîth]) est considéré comme un des quatre prophètes « syriens » antédiluviens,. Il est bien fils d'Adam et d'Eve, comme dans la Torah, mais dans la tradition musulmane, Adam le choisit explicitement comme son successeur à l'aube de sa vie (selon Ibn Ishaq). Abu Dhar raconte que Seth reprit les responsabilités de son père défunt. Seth eut pour successeur son fils Anoush (Enoch ou Énosh), puis Qinan (Kénan), et Mahlabeel (Mahalaleel ou Mahalalel). Selon Ibn Kathir, Abu Dhar rapporta que le prophète dit « Allah a fait descendre cent quatre saintes écritures, cinquante parmi elles étaient sur Seth ».

## Gnosticisme
Seth est une des principales figures mythologiques d'un des principaux courants du gnosticisme, appelé gnosticisme séthien.